# Prefektury v Číně

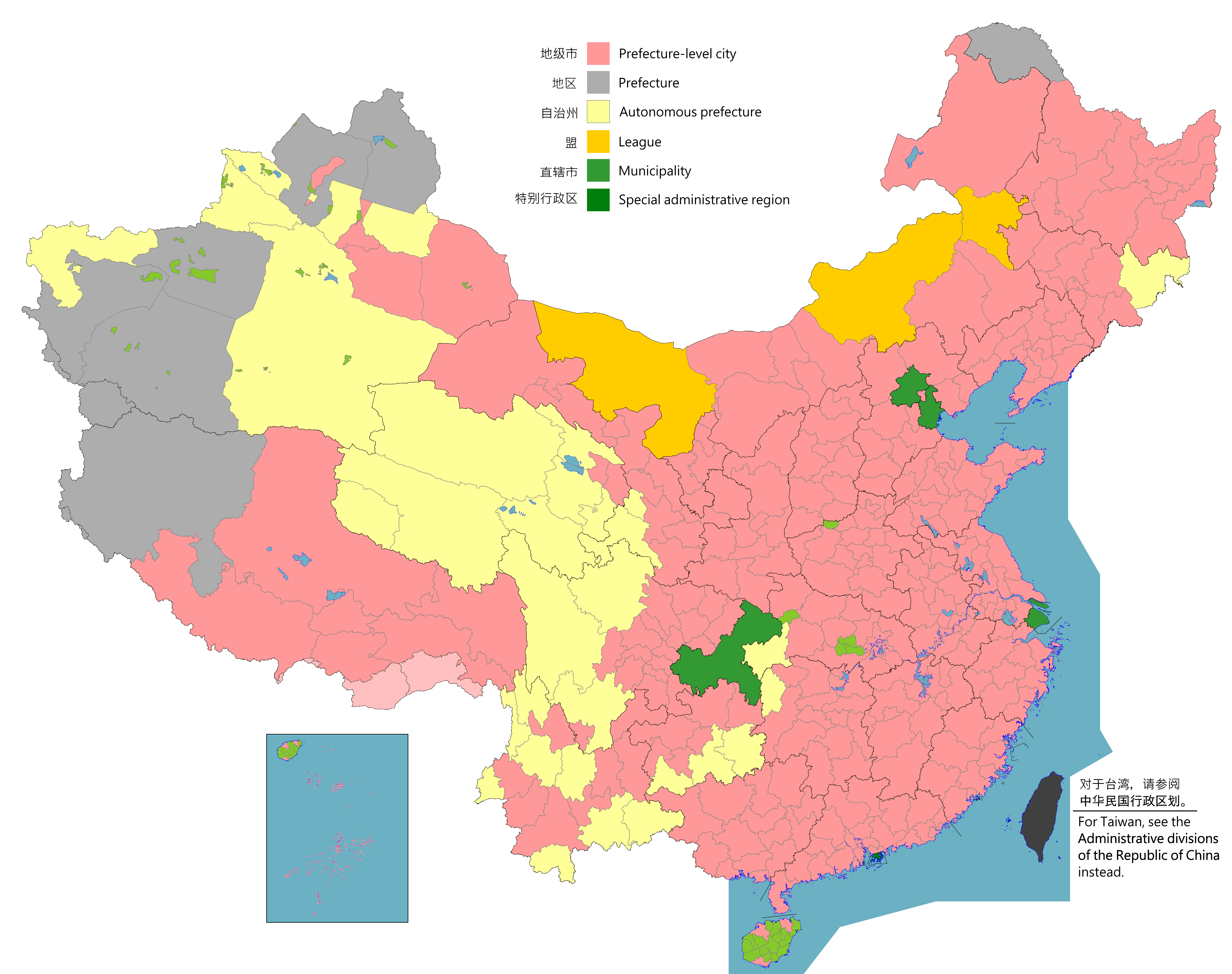
Dělení Čínské lidové republiky na prefekturní úrovni:
Městské prefektury
Autonomní kraje
Prefektury
Ajmagy
Celky na nižší nebo vyšší úrovni:
Celky na nižší než prefekturní úrovni
Přímo spravovaná města
Subprovinční města

Prefektura (čínsky v českém přepisu ti-čchü, pchin-jinem dìqū, znaky 地区) v Čínské lidové republice je územně-správní celek, který v systému členění Čínské lidové republiky patří mezi správní jednotky druhé (neboli prefekturní) úrovně, vedle městských prefektur, autonomních krajů a ajmagů. 
Dříve byly nejrozšířenějším druhem správních celků druhé úrovně, po reformách počínajících v 80. letech 20. století jich zůstalo jen málo, zpravidla byly reorganizovány v městské prefektury. K červnu 2017 bylo z 334 celků druhé úrovně pouze 7 prefektur, především v Tibetu a Sin-ťiangu. 
Nadřízeným celkem prefektur jsou provincie, nebo autonomní oblasti. Prefektury se člení obvykle na okresy, případně i městské obvody, městské okresy, nebo autonomní okresy.
Spravovány jsou prefekturním úřadem (čínsky v českém přepisu sing-čeng kung-šu, pchin-jinem xíngzhèng gōngshǔ, znaky 行政公署), jeho vedoucí je jmenován provinční vládou.